# ヨギ・ティー
ヨギ・ティー (Yogi Tea) は、アメリカ合衆国のオーガニック・ハーブティ、緑茶、紅茶のブランド。同社は非公開会社で、北アメリカではイースト・ウエスト・ティー・カンパニー社およびヨーロッパ向けのヨギ・ティー有限責任会社によって操業されている。

## 歴史
1984年、ヨギ・ティーはクンダリニー・ヨーガのインストラクターで性的加害者とされるヨギ・バジャンにより創立され、弟子たちによって名付けられた。バジャンは、アーユルヴェーダ医学に基づいたブレンドによる茶のオリジナルレシピを考案した。シナモン、カルダモン、ジンジャー、クローブ、ブラックペッパーで構成されている。
1972年、ヨギ・ティーはイースト・ウエスト・ティー・カンパニー社により買収された。

## アメリカでの操業
2018 年、ヨギ・ティーはアメリカの製造事業をオレゴン州スプリングフィールドからオレゴン州ユージーンの新たなLEED認証施設に移転した。またオレゴン州ポートランドにサテライトの販売およびマーケティング事務所がある。 ヨギ・ティーはNPRの番組スポンサーでもある。

## ヨーロッパでの操業
ヨーロッパでは、イタリアのイーモラに工場、ドイツのハンブルクに事務所を構えている。ヨーロッパでの会社名はヨギ・ティー有限責任会社である。

ヨーロッパのヨギ・ティーのロゴ